# Tristenium temae
Tristenium temae är en kräftdjursart som först beskrevs av Mueller 1991B.  Tristenium temae ingår i släktet Tristenium och familjen Stenetriidae. Inga underarter finns listade i Catalogue of Life.